# Trainline Europe
Pour la société mère, voir Trainline.
Trainline (précédemment Capitaine Train puis Captain Train) est une agence de voyages française, un intermédiaire de commerce consacré à la vente en ligne de billets de train et de bus en Europe. Via son application web et ses applications mobiles, il permet d'acheter les billets de plusieurs compagnies européennes aux tarifs fixés par ceux-ci et en prenant en compte leurs cartes de fidélité, supports de billets électroniques, et bons de paiement.
L'entreprise Capitaine Train est fondée en mai 2009 à la suite de l'ouverture de la SNCF à d'autres revendeurs en ligne que sa filiale Voyages-sncf.com. Le service est accessible au public depuis octobre 2012, après deux ans d'accès privé puis sur invitation en version bêta, ; d'abord uniquement disponible comme application web, il s'est muni d'applications mobiles pour iOS. En novembre 2019, le service propose à la vente les billets de 260 transporteurs ferroviaires et de bus, dans 45 pays d'Europe, et compte plus de 80 millions de visites par mois[réf. nécessaire].
Capitaine Train est racheté par la société anglaise Trainline en mars 2016, et adopte le nom Trainline Europe en septembre 2016. En 2020, le site internet de Trainline Europe redirige vers celui de la société mère Trainline, L'accès à plateforme Trainline for Business est conservé.

## Service
Le service proposé initialement par l'entreprise était ouvert à tous et offrait la possibilité de se créer un compte utilisateur, dans lequel sont mémorisées pour chaque client ses conditions d'achat (tarification liée à l'âge, cartes de fidélité) ainsi que ses préférences et habitudes de voyage (confort, passagers et destinations récurrents). Il permettait ensuite de consulter les trajets disponibles entre deux gares du réseau desservi par les transporteurs ferroviaires proposés, et de réserver, acheter ou annuler les billets correspondants. Les billets dématérialisés, lorsque disponibles, étaient privilégiés aux billets physiques traditionnels. Les bons de paiement ou coupons de réduction proposés par les transporteurs étaient pris en charge pour le paiement.
Les transporteurs ferroviaires proposés étaient (par ordre chronologique) la SNCF, avec ses filiales Ouigo et OUIBUS, la Deutsche Bahn, Eurostar, Thalys, Lyria, Thello, NTV, Trenitalia, Trenord, HKX, la Renfe, SNCB, CFL, NS, ÖBB, les CFF, WESTbahn et LEO Express. Le réseau desservi couvre donc intégralement la France, l'Allemagne, l'Espagne, l'Italie, la Belgique, le Luxembourg, les Pays-Bas, la Suisse, l'Autriche, Monaco, et s'étend dans tous leurs pays frontaliers (Angleterre, Danemark, Suède, Pologne, République tchèque, Slovaquie, Hongrie, Slovénie, Croatie, Portugal). Le service était disponible en 14 langues.
Le service était dépendant des systèmes de réservation des transporteurs, qu'il utilisait pour toute recherche ou transaction ; il se plaçait en intermédiaire de commerce entre transporteurs et passagers, et ne détenait donc pas de billets qu'il achèterait et revendrait. Les tarifs était directement ceux pratiqués par les transporteurs, sans frais de service, et Trainline se rémunérait grâce à une commission du transporteur sur les achats effectués.
Depuis 2020, la plateforme historique n'est plus utilisée que pour les clients Trainline for Business, les autres clients sont redirigés vers la plateforme développée par la maison-mère britannique Trainline.

## Historique
L’entreprise Capitaine Train est créée par trois jeunes ingénieurs, Jean-Daniel Guyot, Martin Ottenwaelter et Valentin Surrel qui, trouvant que Voyages-sncf.com n'était pas assez intuitif, avaient pour but de créer un service sans publicité, facile d'utilisation.

### Condamnation de la SNCF
Le 5 février 2009, l'Autorité de la concurrence rend une décision condamnant la SNCF à une amende de 5 millions d'euros ainsi qu'à mettre à égalité toutes les agences de voyages et Expedia à 500 000 euros d'amende pour infraction à l'article L. 420-2 du Code du Commerce.
Cette condamnation résulte d'une longue procédure engagée depuis le 5 août 2002 par la société Karavel-Promovacances, rejointe par Lastminute.com le 25 juin 2004 et par Switch le 4 avril 2007. Ces trois sociétés ont saisi l'Autorité de la Concurrence (alors Conseil de la Concurrence) pour pratiques anticoncurrentielles de la part de la SNCF visant à favoriser sa filiale Voyages-sncf.com et la société américaine Expedia.
Cette condamnation entraîne un volontarisme un peu plus important de la part de la SNCF afin de négocier avec des agences tierces l'accès à ses systèmes de réservation.
Le projet Capitaine Train est lancé trois jours plus tard, le 8 février 2009. L’entreprise Élégantes Solutions SAS (qui devient Capitaine Train SAS puis Captain Train SAS) est fondée en mai 2009.

### Accès aux systèmes de réservation de la SNCF
Le projet prend peu à peu forme mais l'élément central du système est toujours manquant : l'accès aux systèmes de la SNCF. Dès lors commence un parcours du combattant pour les trois cofondateurs.
En mai 2009, Capitaine Train obtient un agrément SNCF et une licence d'agence de voyages, et entre dans une phase de négociations et de tests avec la SNCF pour l'accès à ses systèmes de réservation. Au mois de décembre, un accès de test est accordé par la SNCF. Capitaine Train avait convenu avec VSCT (Voyages-sncf.com Technologies) une mise en production et donc un contrat d'accès à Résarail pour juin 2010.
L'accès accordé à Captain Train ne permet pas d'effectuer des opérations d'après-vente et donc ne permet pas à l'agence d'annuler les billets ou d'effectuer des modifications sur le dossier. En avril 2010, Capitaine Train tente d'obtenir un accès plein en production. Cette demande reste sans réponse.
Le 1er juin 2010, une nouvelle version de Voyages-sncf.com est lancée. Capitaine Train profite de l'occasion pour communiquer auprès du grand public, ce qui lui permet d'obtenir un rendez-vous avec la SNCF le 3 juin. Un contrat d'accès est signé et 6 semaines plus tard, à la mi-juillet, cet accès est effectif.

### Lancement

Logo de 2009 à 2015

En octobre 2010 débute une bêta privée réservée à la famille des développeurs. La bêta est par la suite ouverte sous invitation, en mars 2011.
En août 2011, Capitaine Train vend les billets iDTGV, puis les billets Lunéa dès décembre 2011.
Une levée de fonds d'1,4 M€ est réalisée en février 2012.

### Extension en Europe

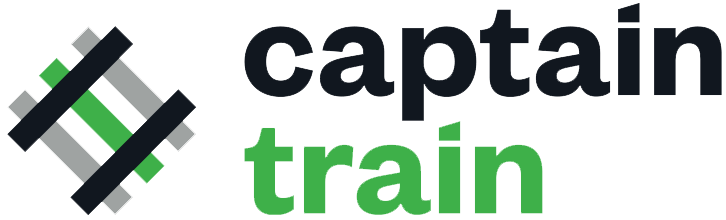
Logo de 2015 à 2016

En mai 2012, Capitaine Train vend les billets de la Deutsche Bahn pour des trajets en Allemagne et en France.
Une seconde levée de fonds de 2,5 M€ a lieu en juin 2013.
L’application sort en octobre 2013 pour iOS et en mars 2014 pour Android.
En juillet 2014, le site vend les billets Thello.
Capitaine Train lève 5,5 millions d'euros auprès d'investisseurs en décembre 2014, dont Xavier Niel et Pierre Bonelli.
En septembre 2015, l’entreprise adopte un nom anglicisé, Captain Train et un nouveau logo.
La version bêta de Captain Train for Business est lancée en octobre 2015.

### Rachat par Trainline

Logo de 2016 à 2019

Le 14 mars 2016, la société britannique Trainline rachète Captain Train, appuyée par le fonds Kohlberg Kravis Roberts & Co. pour un montant estimé par les commentateurs comme proche des 200 millions d'euros. Le service Captain Train est renommé Trainline en septembre 2016.